# Wał Wydartowski

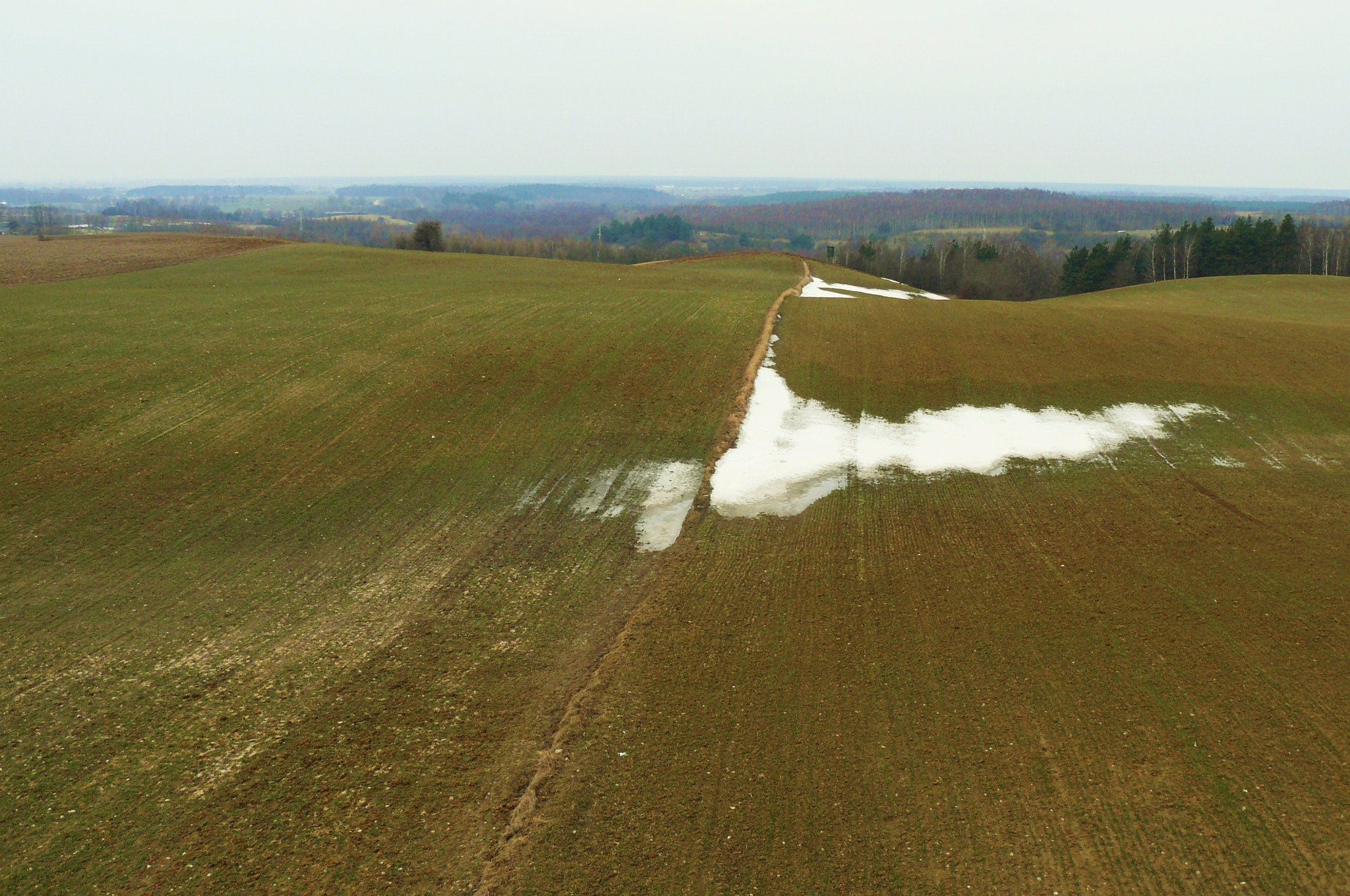
Wał Wydartowski w okolicy Duszna

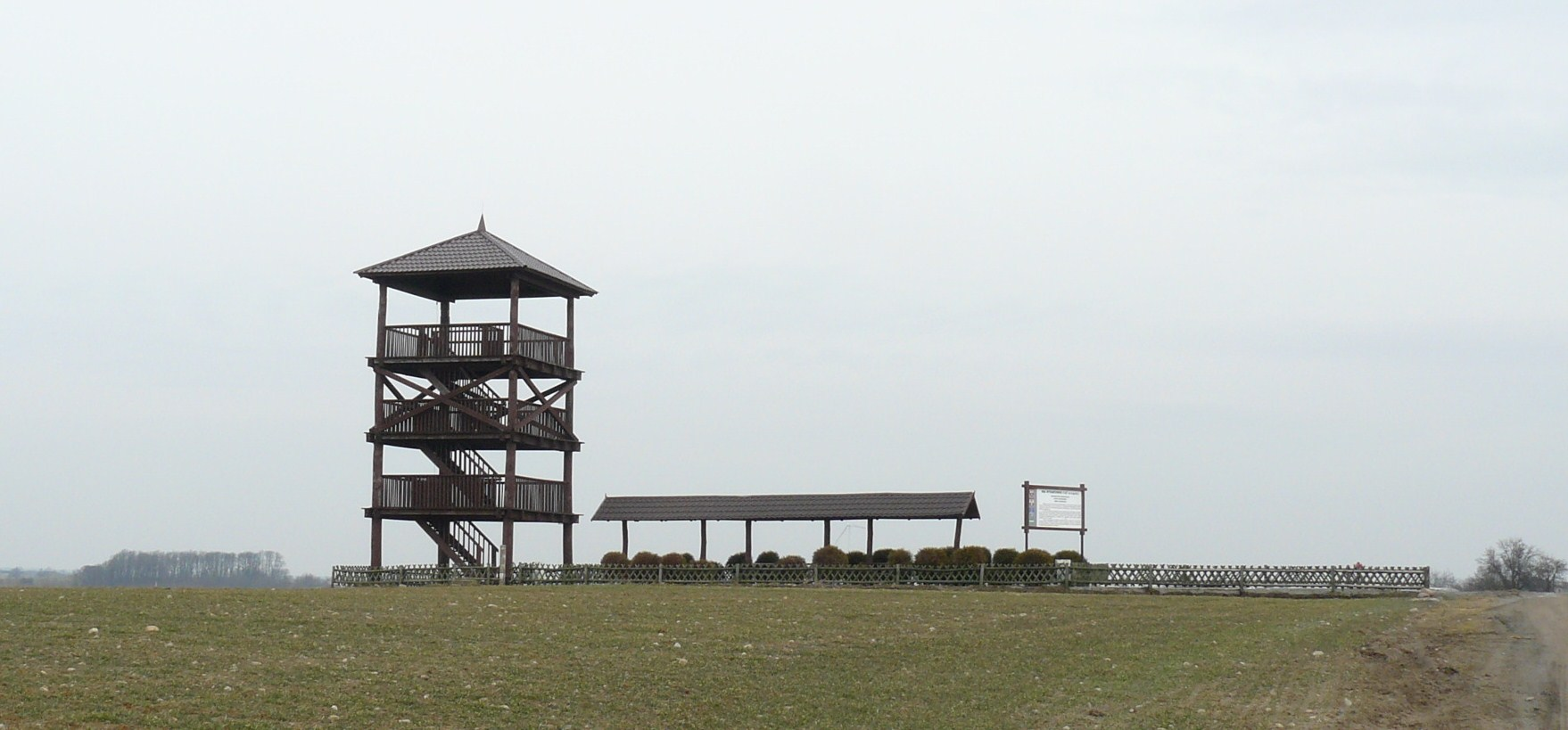
Wieża widokowa

Wał Wydartowski – najwyższe wzniesienie Wysoczyzny Gnieźnieńskiej, równocześnie najwyższy punkt Pojezierza Gnieźnieńskiego. Wał jest wzgórzem morenowym, pozostałością ostatniego zlodowacenia bałtyckiego, w przeszłości był ważnym punktem strategicznym.
W czasie okupacji, w roku 1942, Niemcy wybudowali 70-metrową, drewnianą wieżę obserwacyjną. Spłonęła ona w roku 1956, po uderzeniu pioruna. Niedługo po tym zdarzeniu Wojsko Polskie wybudowało również drewnianą wieżę o wysokości 50 m. Później została ona zastąpiona 25-metrową konstrukcją metalową. Ta wieża została rozebrana w latach sześćdziesiątych.
Obecnie na najwyższym wzniesieniu znajduje się wieża widokowa o wysokości 13 metrów, która jest atrakcją turystyczną. Wysokość najwyższego wzniesienia to 167 m n.p.m. Jest to 70 m wyżej niż poziom pobliskich jezior w okolicy Mogilna i Trzemeszna. Z wieży widoczne są na zachodzie zabudowania Gniezna i Trzemeszna, na północnym wschodzie Mogilna, a na południowym wschodzie nawet kominy Elektrowni Pątnów. 